# Nodul rutier Babylone
Nodul rutier Babylone este un nod rutier situat pe teritoriul comunei Villeneuve-d'Ascq din departamentul Nord, regiunea Hauts-de-France. Nodul rutier constituie unul dintre nodurile strategice ale rețelei rutiere structurante a metropolei Lille, prin intermediul său realizându-se joncțiunea dintre RN 227 și autostrada A22. Tot la nivelul său se realizează legătura dintre aceste 2 axe rutiere și RM 6d prelungită de RD 700 în direcția Wattrelos.

## Drumuri deservite
- Autostrada A22 (ieșirea 7) spre Roubaix, Tourcoing și Gent în Belgia;
- RN 227 (șoseaua de centură estică a Lille) spre sud și autostrada A27;
- M6d spre Hem și Wattrelos;
- Avenue de la Reconnaissance.